# Gelijkenis van nieuwe wijn in oude zakken

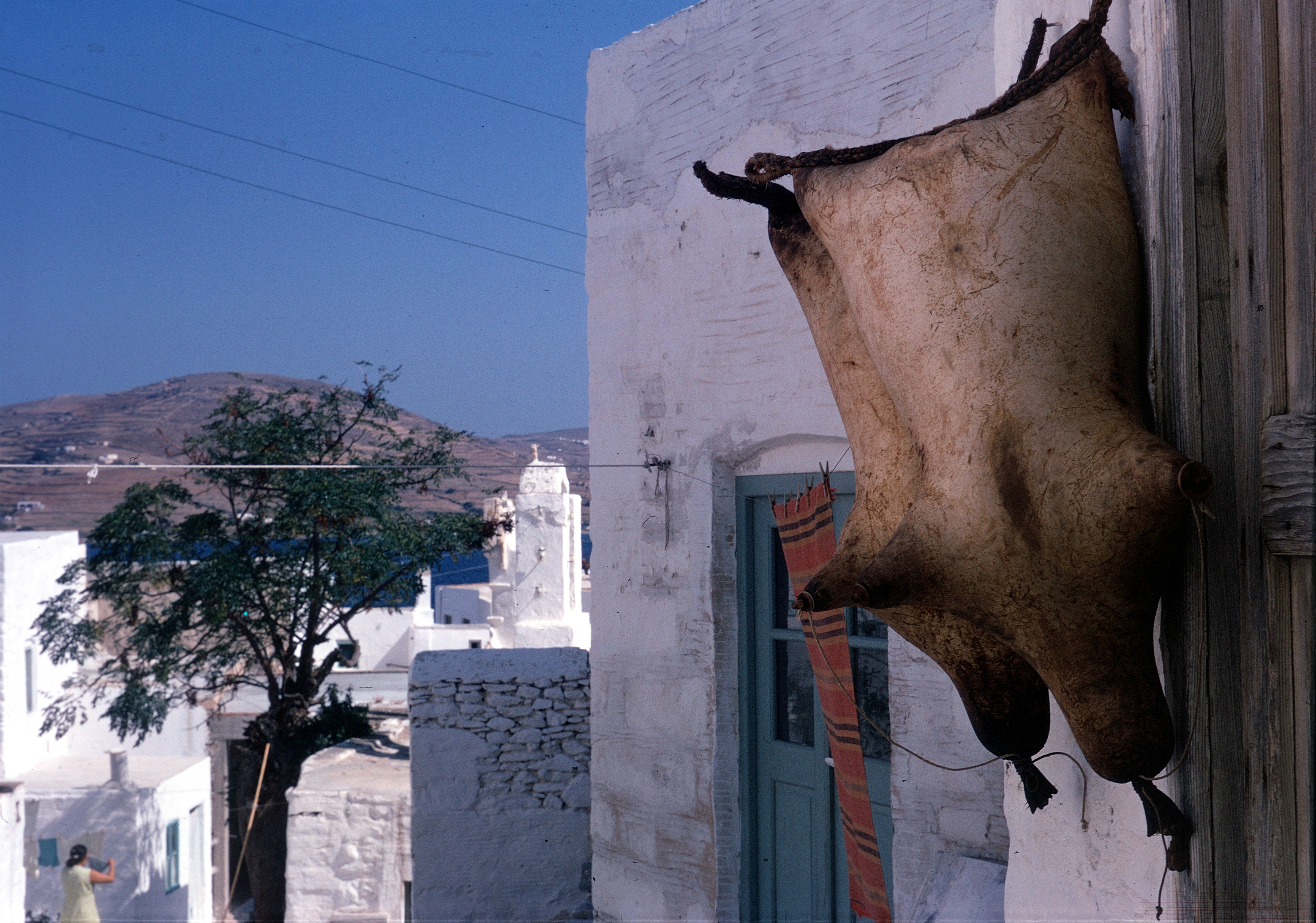
Wijnzakken

De gelijkenis van nieuwe wijn in oude zakken is een parabel die volgens Matteüs 9:16-17, Marcus 2:21-22 en Lucas 5:36-37 door Jezus verteld werd.

## Inhoud
Jezus zei dat niemand jonge wijn in oude leren zakken giet, omdat de zakken dan openscheuren en de wijn verloren gaat. "Jonge wijn hoort in nieuwe zakken." Hetzelfde geldt voor het herstellen van een oude mantel. Als je daarvoor een nieuwe lap gebruikt, trekt die de oude stof kapot en wordt de scheur nog groter.

## Interpretatie
De wijnzakken of de jas, worden veelal gezien als traditionele religieuze mensen, zoals de farizeeën en schriftgeleerden. Zij zijn 'oud' en kunnen het nieuwe verbond dat Jezus heeft gebracht niet omarmen. Zij moeten daar eerst hun oude leven voor aan de kant leggen en een nieuw leven met Jezus omarmen.

## Uitdrukking
De uitdrukking 'oude wijn in nieuwe zakken' betekent dat de vorm nieuw is, maar dat dit weinig zegt, want de inhoud is nog steeds hetzelfde.